# Вале ди Рјо (Фрозиноне)
Вале ди Рјо је насеље у Италији у округу Фрозиноне, региону Лацио.
Према процени из 2011. у насељу је живело 136 становника. Насеље се налази на надморској висини од 761 м.